# Nürnberger Prozess gegen die Hauptkriegsverbrecher

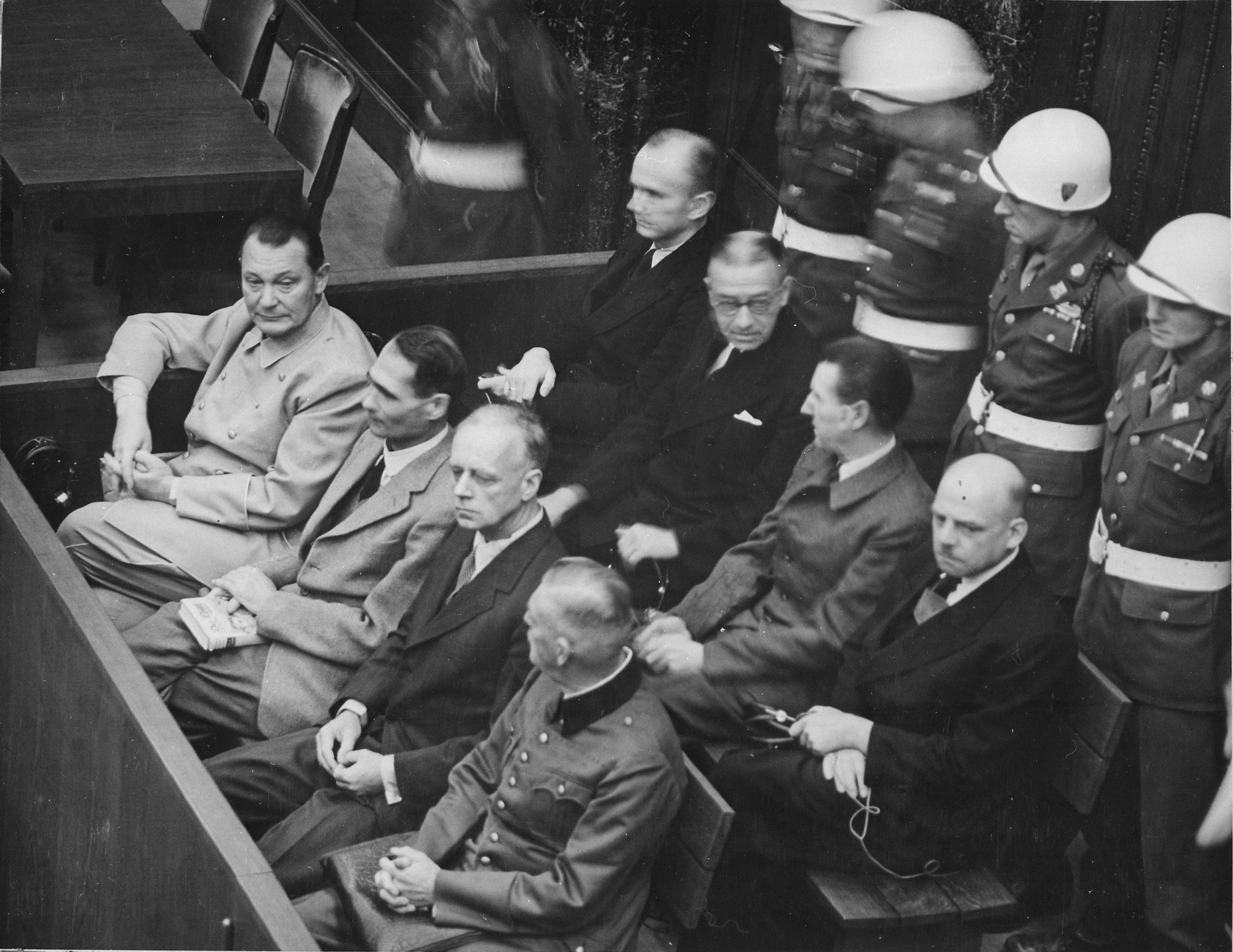
Acht der 24 Hauptangeklagten in Nürnberg. Vordere Reihe, von links: Göring, Heß, von Ribbentrop, Keitel. Hintere Reihe: Dönitz, Raeder, von Schirach und Sauckel.

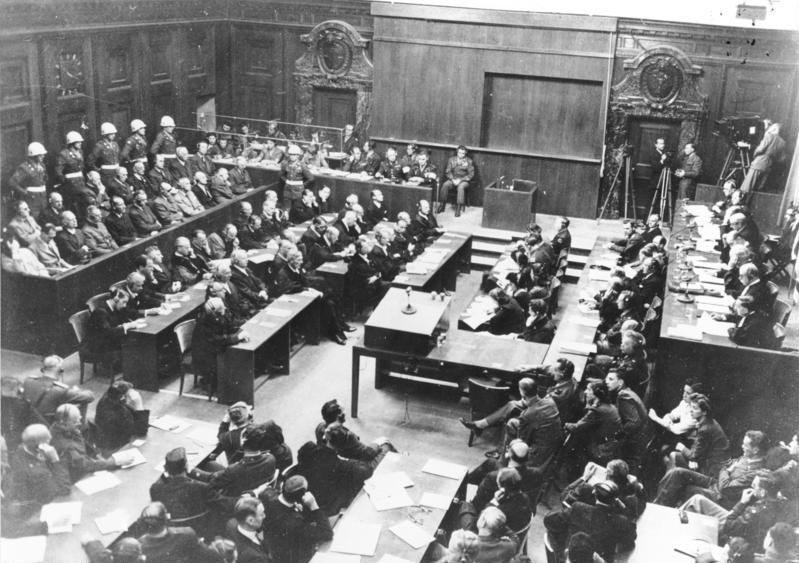
Der Verhandlungssaal am 30. September 1946, Foto aus der Presseempore im Obergeschoss. Rechts die Richterbank. Links die Bank der Angeklagten und ihrer Rechtsanwälte. An der Stirnwand des Saals wurden Schaubilder und Filme gezeigt. Davor ein Sitzplatz für Zeugen und für Angeklagte im Verhör. Im Vordergrund die Tische der Klagevertreter, von links: Frankreich, UdSSR, USA, Großbritannien.

Im Nürnberger Prozess gegen die Hauptkriegsverbrecher, auch Nürnberger Hauptkriegsverbrecherprozess, wurden nach dem Zweiten Weltkrieg deutsche Politiker, Militärs und NS-Funktionäre erstmals für die Planung, Vorbereitung, Einleitung und Durchführung eines Angriffskrieges, Verbrechen an der Zivilbevölkerung und an Kriegsgefangenen sowie für den Massenmord in den Vernichtungslagern strafrechtlich zur Verantwortung gezogen. Von den 24 Angeklagten wurden zwölf zum Tode und sieben zu Freiheitsstrafen verurteilt, drei Angeklagte wurden freigesprochen. Zwei Verfahren wurden ohne Verurteilung eingestellt.
Die Verhandlung fand vor einem eigens von den Alliierten eingerichteten Ad-hoc-Strafgerichtshof, dem Internationalen Militärgerichtshof (IMG; englisch International Military Tribunal, IMT), statt. Der Prozess dauerte vom 20. November 1945 bis zum 1. Oktober 1946 und fand im Justizpalast an der Fürther Straße in der Stadt Nürnberg statt. Die Angeklagten und zahlreiche Zeugen wurden im angrenzenden Zellengefängnis Nürnberg inhaftiert.
Dieser Prozess war der erste der dreizehn Nürnberger Prozesse. Die zwölf Folgeprozesse unter anderem gegen Ärzte, Juristen sowie führende Personen aus der Wirtschaft fanden ebenfalls in Nürnberg, der Stadt der NSDAP-Reichsparteitage, statt. Wegen des beginnenden Kalten Krieges war damit aber nicht mehr der IMG befasst, sondern US-amerikanische Militärgerichte.
Für das Kriegsvölkerrecht waren der Internationale Militärgerichtshof und der am 19. Januar 1946 für die Tokioter Prozesse eingerichtete Internationale Militärgerichtshof für den Fernen Osten ein Novum. Der im Vertrag von Versailles vorgesehene besondere alliierte Gerichtshof zur Anklage des ehemaligen deutschen Kaisers Wilhelm II. z. B. wegen der Verletzung des Neutralitätsvertrags mit Belgien (Rape of Belgium) war nach dem Ersten Weltkrieg nicht zustande gekommen. Es hatten nur Militärstrafverfahren vor nationalen Gerichten stattgefunden wie die Leipziger Prozesse in Deutschland. Zugleich waren die Internationalen Militärgerichtshöfe nach dem Zweiten Weltkrieg die Vorläufer des 2002 eingerichteten Internationalen Strafgerichtshofes (IStGH) in Den Haag.

## Vorgeschichte
Unter den Alliierten der Anti-Hitler-Koalition sowie allen vom Zweiten Weltkrieg betroffenen Ländern bestand nach wiederkehrenden Berichten über Kriegsverbrechen und Gräueltaten Einigkeit, dass Personen aus der Führungsschicht des NS-Staates bestraft werden müssten. Im Oktober 1941 erklärten der britische Premierminister Winston Churchill und US-Präsident Franklin D. Roosevelt, dass die Ahndung von Nazi-Verbrechen zu ihren Hauptkriegszielen gehöre. In der Moskauer Erklärung vom November 1943 kamen die drei Hauptalliierten Großbritannien, USA und Sowjetunion überein, dass Kriegsverbrecher in den Staaten abgeurteilt werden sollten, in denen sie ihre Straftaten (Gräueltaten, Massaker und Exekutionen) begangen hatten. Für sogenannte Hauptverbrecher (major criminals) aus dem Führungskreis, deren Verbrechen keinem besonderen geografischen Ort zugeordnet werden könnten, sollte die Bestrafung nach Kriegsende durch eine gemeinsame Erklärung der Alliierten festgelegt werden. Dabei gab es unterschiedliche Meinungen, wer für welche Handlungen wie verantwortlich zu machen sei.
Die UNWCC, an der sich die Sowjetunion nicht beteiligte und die den Verfolgungsdruck der kleineren Länder aus der Erklärung von St. James auffangen sollte, sammelte ab 1943 Fälle von Kriegsverbrechen und erarbeitete Konzepte für eine juristische Verfolgung der Hauptkriegsverbrecher, die aber nicht zur Entscheidung kamen, da Roosevelt und Churchill dem Thema keine Priorität einräumten. Währenddessen hatte die Sowjetunion als Hauptopfer des barbarischen Barbarossa-Feldzugs mit den Kriegsverbrecherprozessen von Krasnodar und Charkow signalisiert, dass sie an einer publikumswirksamen juristischen Aufarbeitung interessiert wäre.
Als Churchill und Roosevelt in der Konferenz von Montréal dem Vorschlag von  US-Finanzminister Henry Morgenthau zur summarischen Erschießung der Hauptkriegsverbrecher zustimmten und etwa zeitgleich führende UNWCC-Mitglieder zurücktraten, kam es in den Vereinigten Staaten während des laufenden Präsidentschaftswahlkampfes zur Kontroverse mit dem Kriegsministerium unter Henry L. Stimson, der sich schon lange für eine Fortentwicklung des Völkerrechts starkgemacht hatte. Nach einer heftigen Kontroverse wurde die Entscheidung von Montreal nicht weiter verfolgt, sondern es sollten Prozesse gegen die Hauptkriegsverbrecher geführt werden.
Nach der Amtsübernahme von Truman übernahmen die Vereinigten Staaten die Initiative, um sich mit der Sowjetunion, Frankreich und dem Vereinigten Königreich zu verständigen. Bei der Konferenz von San Francisco wurde Anfang Mai 1945 der Vorschlag unterbreitet, die namentlich noch nicht benannten Hauptkriegsverbrecher vor ein internationales Militärgericht der vier Siegermächte zu stellen. Nach sowjetischer Bedenkzeit tauschten sich die führenden Juristen über das weitere Vorgehen aus.
Damit war der Weg für einen regulären Prozess frei, für den eigens der Internationale Militärgerichtshof eingerichtet wurde. Er sollte die Planung und Führung eines Angriffskriegs, Kriegsverbrechen, Verbrechen gegen die Zivilbevölkerung in den besetzten Gebieten sowie die Gräueltaten in den Konzentrations- und Vernichtungslagern der Nationalsozialisten untersuchen, beweisen und ahnden.
Das Londoner Viermächteabkommen vom 8. August 1945, das die Rechtsgrundlage des Prozesses für die Strafverfolgung der Hauptkriegsverbrecher kodifizierte und dessen Teil das Statut des Militärgerichtshofes ist, wurde nicht nur von den USA, Großbritannien, Frankreich und der UdSSR unterzeichnet. Auch Griechenland, Dänemark, Jugoslawien, die Niederlande, die Tschechoslowakei, Polen, Belgien, Äthiopien, Australien, Honduras, Norwegen, Luxemburg, Haiti, Neuseeland, Indien, Venezuela, Uruguay und Panama traten dem Abkommen bei.

## Der Prozess

### Ort und Zeit

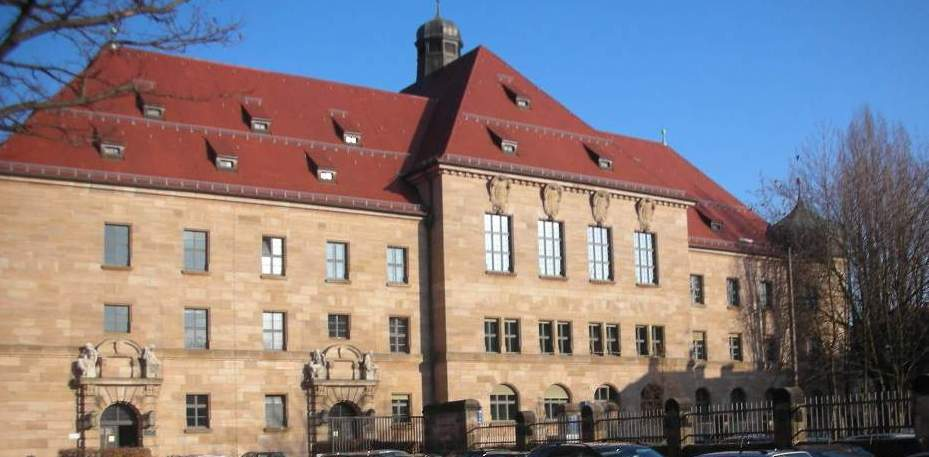
Ostbau des Justizpalastes Nürnberg. Der Gerichtssaal 600 liegt hinter den großen Fenstern im zweiten Obergeschoss des Risalits.

Die Sowjetunion wollte die Prozesse in Berlin durchführen lassen. Für Nürnberg sprach jedoch, dass der Justizpalast weitgehend unbeschädigt geblieben war und ein großes Gefängnis, das Zellengefängnis Nürnberg, unmittelbar angrenzte. Nürnbergs Bedeutung als Stadt der NSDAP-Reichsparteitage und Verkündungsort der Nürnberger Gesetze war zwar nicht ausschlaggebend für die Wahl als Gerichtsort, verlieh ihm aber symbolische Bedeutung.
Die Anklageschrift wurde am 6. Oktober 1945 von den Anklägern der vier alliierten Mächte unterzeichnet. Am 18. Oktober wurde sie im Gebäude des Alliierten Kontrollrats in der einzigen Sitzung in Berlin übergeben. Die eigentlichen Gerichtsverhandlungen begannen jedoch am 20. November 1945 in Nürnberg. Sie fanden im Gerichtssaal 600 des Justizpalastes statt. Am 30. September und am 1. Oktober 1946 wurden dort auch die Urteile verkündet.
Am Ort des Prozesses befindet sich heute das Memorium Nürnberger Prozesse. Vom Zellengefängnis Nürnberg, wo die Angeklagten inhaftiert waren, ist noch ein originaler Zellentrakt erhalten sowie die Gefängniskirche, in der die amerikanischen Militärpastoren tätig waren. Diese Gebäude sind Teil der JVA Nürnberg und daher nur mit einer besonderen Genehmigung zu besichtigen. Das Bayerische Justizministerium plant ihren Abriss wegen Baufälligkeit.

### Die Richter
Auf der Richterbank saßen:
1. Francis Beverley Biddle und John Johnston Parker (USA),
2. Iona Nikittschenko und Alexander Woltschkow (UdSSR),
3. Sir Geoffrey Lawrence und Norman Birkett (Großbritannien) sowie
4. Henri Donnedieu de Vabres und Robert Falco (Frankreich).

Den Vorsitz des Gerichts übernahm der für seine Umsicht bekannte Brite Lawrence, die erste Sitzung des Gerichts im Kammergerichtsgebäude in Berlin wurde von Nikittschenko eröffnet.

### Die Ankläger

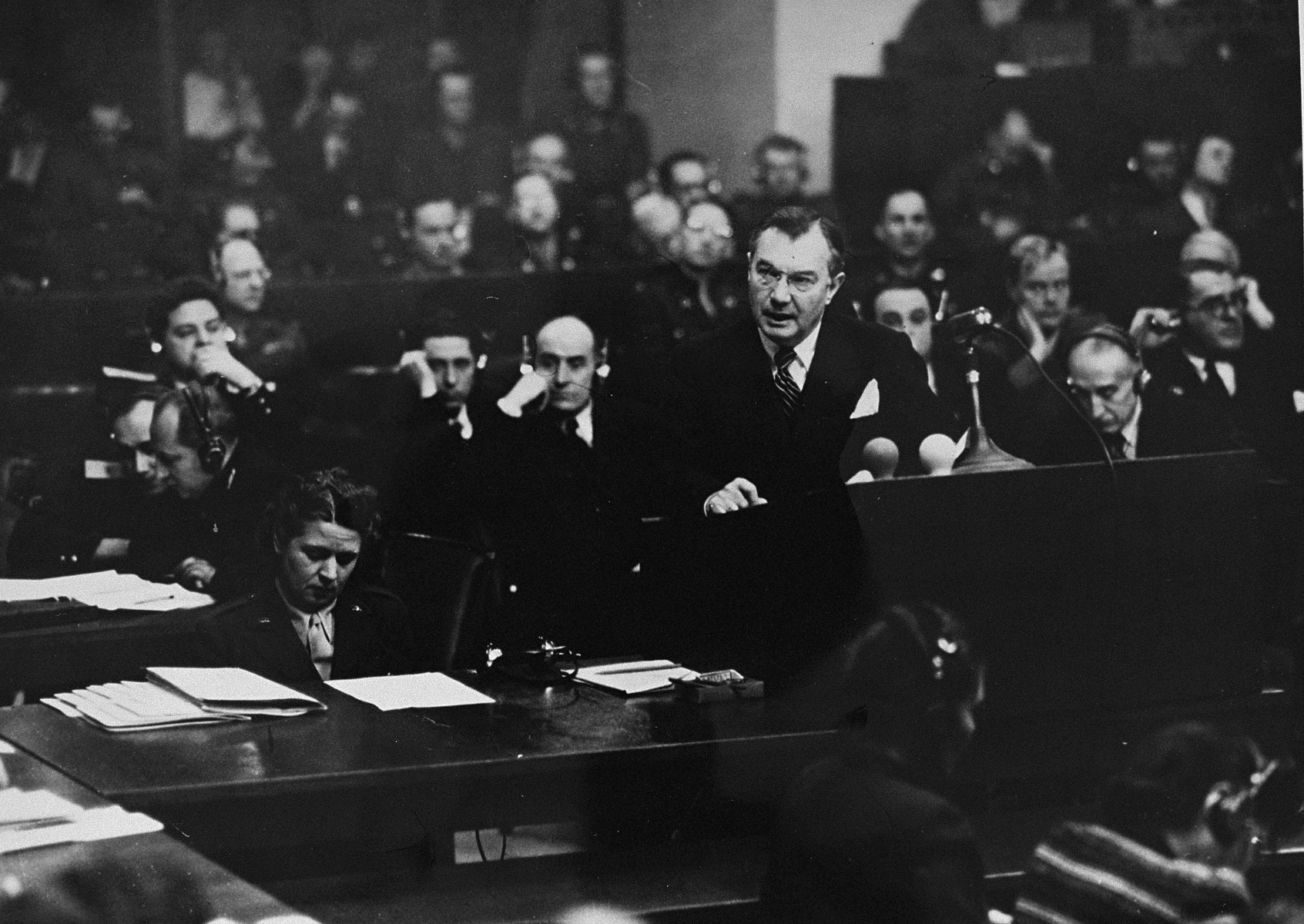
Robert H. Jackson, Chefankläger der USA, am 21. November 1945

Die vier Hauptankläger, die auch die Anklageschrift unterzeichnet hatten, waren
1. Robert H. Jackson (USA),
2. Roman Rudenko (UdSSR),
3. Sir Hartley Shawcross (Großbritannien) und
4. François de Menthon, nach seinem Rücktritt Auguste Champetier de Ribes (Frankreich).

Sie bedienten sich eines umfangreichen juristischen Mitarbeiterstabs, um die Anklage vertreten und den Prozess zügig vorantreiben zu können.

### Die Anklagepunkte
Die vier Anklagepunkte lauteten:
1. Erarbeitung und Ausführung eines gemeinsamen Planes (Verschwörung) zur Begehung von Verbrechen gegen den Frieden, das Kriegsrecht und die Humanität (Grundlage: Artikel 6, besonders 6a des Statuts).
2. Teilnahme an der Planung, Vorbereitung, Entfesselung und Führung von Angriffskriegen, die internationale Verträge, Abkommen und Zusicherungen verletzten (Grundlage: Artikel 6a des Statuts).
3. Kriegsverbrechen (stricto sensu) waren Verbrechen gegen Mitglieder feindlicher Truppen und die Zivilbevölkerung der besetzten Gebiete (Grundlage: Artikel 6, besonders 6b des Statuts). Verbrechen vor dem Kriegsbeginn oder gegen die Zivilbevölkerung der verbündeten Achsenmächte fielen nicht darunter.[9]
4. Unter Verbrechen gegen die Menschlichkeit fiel die Ermordung und Verfolgung von Oppositionellen und die Ermordung, Ausrottung, Versklavung, Deportation und andere unmenschliche Handlungen gegen Zivilbevölkerungen vor oder während des Krieges (Grundlage: Artikel 6, besonders 6c des Statuts).

Unter Punkt 1 findet sich besonders eine Aufstellung der Machtübernahme durch die Nationalsozialisten und der Umgestaltung Deutschlands in eine totalitäre Diktatur und Kriegsvorbereitungen sowie der Bruch zahlreicher internationaler Verträge und Besetzungen von Nachbarländern. Punkt 2 ergänzt weitere Kriege. Unter Punkt 3 waren die Verbrechen an der Zivilbevölkerung angeklagt; die Verbrechen des Holocaust wurden unter dem vierten Anklagepunkt verhandelt. Ein Teil der Verbrechen des Holocausts, etwa die Ermordung der deutschen Juden auf polnischem Territorium, sind nicht nur ein Verbrechen gegen die Menschlichkeit, sondern auch ein Kriegsverbrechen.
Die vier Alliierten teilten die Anklagepunkte schon kurz nach der Londoner Konferenz auf. Sowjets und Franzosen hatten die Kriegsverbrechen und Verbrechen gegen die Menschlichkeit in Ost- und Westeuropa, die Briten den Vorwurf des Angriffskrieges übernommen und die Amerikaner kümmerten sich um den Plan einer gemeinsamen „Nazi-Verschwörung“ sowie die Anklage gegen sogenannte kriminelle Organisationen. Der amerikanische Chefankläger Jackson konzentrierte aufgrund seiner Erfahrungen aus amerikanischen Antitrust-Verfahren die Beweisführung in erster Linie auf dokumentarische Beweise anstatt auf medienwirksame aber angreifbare Zeugenaussagen. Mit etwa 4.000 vorwiegend aus deutschen Archiven stammenden Dokumenten wurde die Anklage untermauert, um „unglaubliche Vorgänge durch Beweismittel“ zu belegen. Die Sowjetunion hatte schon frühzeitig darauf hingearbeitet, einen öffentlichen Kriegsverbrecherprozess zu führen und erbrachte eine außerordentliche Zahl an Beweisen, die dem sowjetischen Anklägerteam um Rudenko durch die Arbeit der Außerordentlichen Staatlichen Kommission zur Verfügung standen.

### Die Angeklagten
Bei der Auswahl der Angeklagten stellte sich zunächst das Problem, wer überhaupt in Frage kommen konnte. Adolf Hitler und Joseph Goebbels hatten noch vor Kriegsende Selbstmord verübt. Heinrich Himmler wurde trotz gut gefälschter Papiere bei einer Kontrolle im Mai 1945 von den Briten verhaftet und beging wenige Tage später in Lüneburg Selbstmord.
Während die Briten aus einer tief verwurzelten Skepsis gegen eine juristische Lösung den angeklagten Personenkreis klein halten wollten, bestanden Amerikaner, Franzosen und Russen darauf, auch eine Reihe hochrangiger Militärs und Wirtschaftsführer anzuklagen. Die Verfügbarkeit der Anzuklagenden und deren Repräsentativität spielten bei der Auswahl eine große Rolle. Am 29. August einigte man sich auf eine gemeinsame Liste von 24 Personen.
| Bild | Angeklagter (Funktion)                                                                         | Verteidiger                                                                      | Anklage- punkte | Schuldig in | Urteil               | Anmerkung |
| --- | ---------------------------------------------------------------------------------------------- | -------------------------------------------------------------------------------- | --------------- | ----------- | -------------------- | --- |
| | Martin Bormann (Leiter der Parteikanzlei)                                                      | Friedrich Bergold                                                                | 1, 3, 4         | 3, 4        | Tod durch den Strang | in Abwesenheit, Aufenthalt war damals unbekannt (war tatsächlich schon am 2. Mai 1945 durch Suizid verstorben) |
| | Karl Dönitz (Befehlshaber der U-Boote, ab 1943 Oberbefehlshaber Kriegsmarine)                  | Otto Kranzbühler                                                                 | 1, 2, 3         | 2, 3        | 10 Jahre Haft        | bis 1956 in Haft |
| | Hans Frank (Generalgouverneur im Generalgouvernement Polen)                                    | Alfred Seidl                                                                     | 1, 3, 4         | 3, 4        | Tod durch den Strang | am 16. Oktober 1946 hingerichtet |
| | Wilhelm Frick (Reichsminister des Inneren)                                                     | Otto Pannenbecker                                                                | 1, 2, 3, 4      | 2, 3, 4     | Tod durch den Strang | am 16. Oktober 1946 hingerichtet |
| | Hans Fritzsche (Reichspropagandaministerium)                                                   | Heinz Fritz                                                                      | 1, 3, 4         | —           | Freispruch           | nachfolgend in einem deutschen Spruchkammerverfahren zu 9 Jahren Zwangsarbeit verurteilt; 1950 amnestiert |
| | Walther Funk (Reichswirtschaftsminister und Reichsbankpräsident)                               | Fritz Sauter                                                                     | 1, 2, 3, 4      | 2, 3, 4     | lebenslange Haft     | aus gesundheitlichen Gründen 1957 entlassen |
| | Hermann Göring (Reichsluftfahrtminister und Generalbevollmächtigter Vierjahresplan)            | Otto Stahmer                                                                     | 1, 2, 3, 4      | 1, 2, 3, 4  | Tod durch den Strang | Suizid am 15. Oktober 1946 |
| | Rudolf Heß (Stellvertreter des Führers in der Parteileitung)                                   | Günther von Rohrscheidt (bis 5. Februar 1946), Alfred Seidl (ab 5. Februar 1946) | 1, 2, 3, 4      | 1, 2        | lebenslange Haft     | Suizid am 17. August 1987 (in Haft) |
| | Alfred Jodl (Chef Wehrmachtführungsstab)                                                       | Franz Exner, Hermann Jahrreiß                                                    | 1, 2, 3, 4      | 1, 2, 3, 4  | Tod durch den Strang | am 16. Oktober 1946 hingerichtet |
| | Ernst Kaltenbrunner (Chef der Sicherheitspolizei und des SD, Leiter Reichssicherheitshauptamt) | Kurt Kauffmann                                                                   | 1, 3, 4         | 3, 4        | Tod durch den Strang | am 16. Oktober 1946 hingerichtet |
| | Wilhelm Keitel (Oberkommando der Wehrmacht)                                                    | Otto Nelte                                                                       | 1, 2, 3, 4      | 1, 2, 3, 4  | Tod durch den Strang | am 16. Oktober 1946 hingerichtet |
| | Gustav Krupp von Bohlen und Halbach (Industrieller)                                            | Theodor Klefisch                                                                 | 1, 2, 3, 4      | —           | —                    | Verfahrenseinstellung aus gesundheitlichen Gründen. Gustav Krupp von Bohlen und Halbach war aufgrund einer Verwechslung mit seinem Sohn Alfried Krupp von Bohlen und Halbach angeklagt worden. Alfried Krupp wurde im Nürnberger Krupp-Prozess angeklagt und im Juli 1948 verurteilt. |
| | Robert Ley (Leiter Deutsche Arbeitsfront)                                                      |                                                                                  | 1, 2, 3, 4      | —           | —                    | Suizid am 25. Oktober 1945 |
| | Konstantin von Neurath (Reichsprotektor in Böhmen und Mähren)                                  | Otto von Lüdinghausen                                                            | 1, 2, 3, 4      | 1, 2, 3, 4  | 15 Jahre Haft        | aus gesundheitlichen Gründen 1954 entlassen |
| | Franz von Papen (Vizekanzler und Diplomat)                                                     | Egon Kubuschok                                                                   | 1,2             | —           | Freispruch           | nachfolgend in einem deutschen Spruchkammerverfahren zu 7 Jahren Zwangsarbeit verurteilt; im Januar 1949 vorzeitig entlassen |
| | Erich Raeder (Oberbefehlshaber Kriegsmarine)                                                   | Walter Siemers                                                                   | 1, 2, 3         | 1, 2, 3     | lebenslange Haft     | aus gesundheitlichen Gründen 1955 entlassen |
| | Joachim von Ribbentrop (Reichsaußenminister)                                                   | Fritz Sauter (bis 5. Januar 1946), Martin Horn (ab 5. Januar 1946)               | 1, 2, 3, 4      | 1, 2, 3, 4  | Tod durch den Strang | am 16. Oktober 1946 hingerichtet |
| | Alfred Rosenberg (Reichsminister Ostgebiete)                                                   | Alfred Thoma                                                                     | 1, 2, 3, 4      | 1, 2, 3, 4  | Tod durch den Strang | am 16. Oktober 1946 hingerichtet |
| | Fritz Sauckel (Generalbevollmächtigter Arbeitseinsatz)                                         | Robert Servatius                                                                 | 1, 2, 3, 4      | 3, 4        | Tod durch den Strang | am 16. Oktober 1946 hingerichtet |
| | Hjalmar Schacht (Reichsbankpräsident und Reichswirtschaftsminister)                            | Rudolf Dix                                                                       | 1, 2            | —           | Freispruch           | |
| | Baldur von Schirach (Reichsjugendführer)                                                       | Fritz Sauter                                                                     | 1, 4            | 4           | 20 Jahre Haft        | bis 1966 in Haft |
| | Arthur Seyß-Inquart (Reichsstatthalter Österreich ab 1940 Reichskommissar Niederlande)         | Gustav Steinbauer                                                                | 1, 2, 3, 4      | 2, 3, 4     | Tod durch den Strang | am 16. Oktober 1946 hingerichtet |
| | Albert Speer (Rüstungsminister)                                                                | Hans Flächsner                                                                   | 1, 2, 3, 4      | 3, 4        | 20 Jahre Haft        | bis 1966 in Haft |
| | Julius Streicher (Herausgeber Der Stürmer)                                                     | Hans Marx                                                                        | 1, 4            | 4           | Tod durch den Strang | am 16. Oktober 1946 hingerichtet |
| Anklagepunkte: (1) Verschwörung, (2) Verbrechen gegen den Frieden, (3) Kriegsverbrechen, (4) Verbrechen gegen die Menschlichkeit |                                                                                                |                                                                                  |                 |             |                      | |

Der US-amerikanische Psychologe Gustave M. Gilbert ermittelte anhand des Wechsler-Bellevue-Intelligenztests die Intelligenzquotienten von 21 Angeklagten. Der Test war in zwei Teilen aufgebaut: einem mündlichen Test des Erinnerungs- und Kombinationsvermögens sowie einem Leistungstest des Wahrnehmungs- und Reaktionsvermögens. Im Durchschnitt erreichten die Angeklagten einen Intelligenzquotienten von 128. Zur Klärung der Persönlichkeitsstruktur führte Gilbert mit 16 Angeklagten den Rorschach-Test sowie den Thematischen Auffassungstest durch.
Die amerikanischen Militärpastoren Henry F. Gerecke und Sixtus O’Connor betreuten im Prozess einige der Angeklagten als Seelsorger.
Robert Ley beging schon vor dem Beginn der Verhandlungen im Gefängnis Selbstmord. Das Verfahren gegen den Industriellen Gustav Krupp von Bohlen und Halbach wurde aus gesundheitlichen Gründen eingestellt. Das Urteil betraf somit nur 22 der ursprünglich 24 Angeklagten.

### Aufspüren der Angeklagten

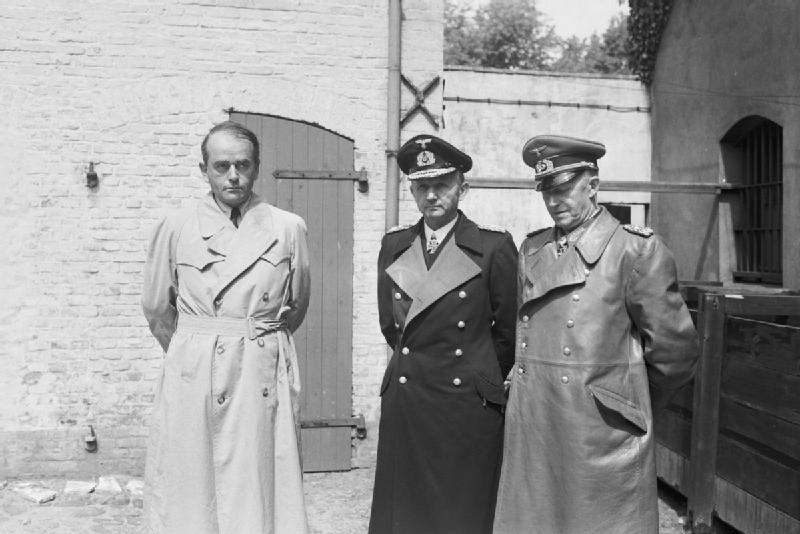
Speer, Dönitz und Jodl direkt nach ihrer Verhaftung bei der Polizeidirektion Flensburg, wo die anberaumte Presse Fotos machte (23. Mai 1945)

Im Chaos des Zusammenbruchs war es nicht einfach, die späteren Angeklagten zu finden.
Heß war seit seinem „Englandflug“ im Mai 1941 in britischer Gefangenschaft. Streicher hatte sich als Maler getarnt und wurde nach einem Hinweis aus der Bevölkerung Ende Mai 1945 in Waidring von US-Soldaten festgenommen. Schirach, der als tot galt, tauchte zunächst in Tirol unter, stellte sich aber Anfang Juni 1945 selbst. Göring begab sich Anfang Mai 1945 in Österreich mit seiner Familie und 17 Lkw voller Gepäck in die Gefangenschaft der 7. US-Armee. Von Papen wurde bereits Anfang April 1945 in einer Jagdhütte bei Meschede von US-Soldaten aufgespürt. Frank wurde Anfang Mai 1945 in Neuhaus am Schliersee von amerikanischen Soldaten festgenommen. Kaltenbrunner wurde am 12. Mai 1945 von US-Soldaten in der Wildenseehütte in der Nähe von Altaussee verhaftet. Seyß-Inquart wurde im Mai 1945 in Hamburg von Angehörigen der britischen Streitkräfte festgenommen. Im Sonderbereich Mürwik bei Flensburg, wohin sich im Mai 1945 die letzte Reichsregierung zurückgezogen hatte, wurden mehrere Angeklagte verhaftet. Rosenberg wurde am 18. Mai 1945 im dortigen Marinelazarett Flensburg-Mürwik entdeckt. Am 23. Mai wurde die letzte Reichsregierung mit Dönitz, Jodl und Speer im Sonderbereich Mürwik verhaftet. Ribbentrop, der zum Kriegsende ebenfalls nach Mürwik gegangen war, tauchte zuvor in Hamburg unter, wo er letztlich im Juni 1945 in einer Pension verhaftet wurde.
Gegen Bormann, der verschwunden blieb, wurde in Abwesenheit verhandelt. Erst 1998 konnte durch eine DNA-Analyse zweifelsfrei bewiesen werden, dass es sich bei dem 1972 in der Nähe des Lehrter Bahnhofs in Berlin gefundenen Skelett um Bormanns Leiche handelt und er folglich vor Kriegsende bereits tot war.

## Die Verhandlung
Die Verhandlung wurde nach dem Muster des amerikanischen Strafprozesses durchgeführt. So wurden die Angeklagten nach der Verlesung der Anklage einzeln aufgerufen zur Frage, ob sie sich schuldig oder nicht schuldig bekennen (alle bekannten sich für nicht schuldig). Außerdem wurde das für das amerikanische Prozessverfahren typische Kreuzverhör praktiziert, bei welchem auch die Angeklagten in den Zeugenstand treten konnten. Dokumente und Unterlagen (belastende wie entlastende) wurden in die vier Arbeitssprachen Englisch, Französisch, Russisch und Deutsch übersetzt bzw. gedolmetscht. Insgesamt wurden 240 Zeugen gehört und 300.000 Versicherungen an Eides statt zusammengetragen; das Sitzungsprotokoll umfasst 16.000 Seiten.

### Zeugen

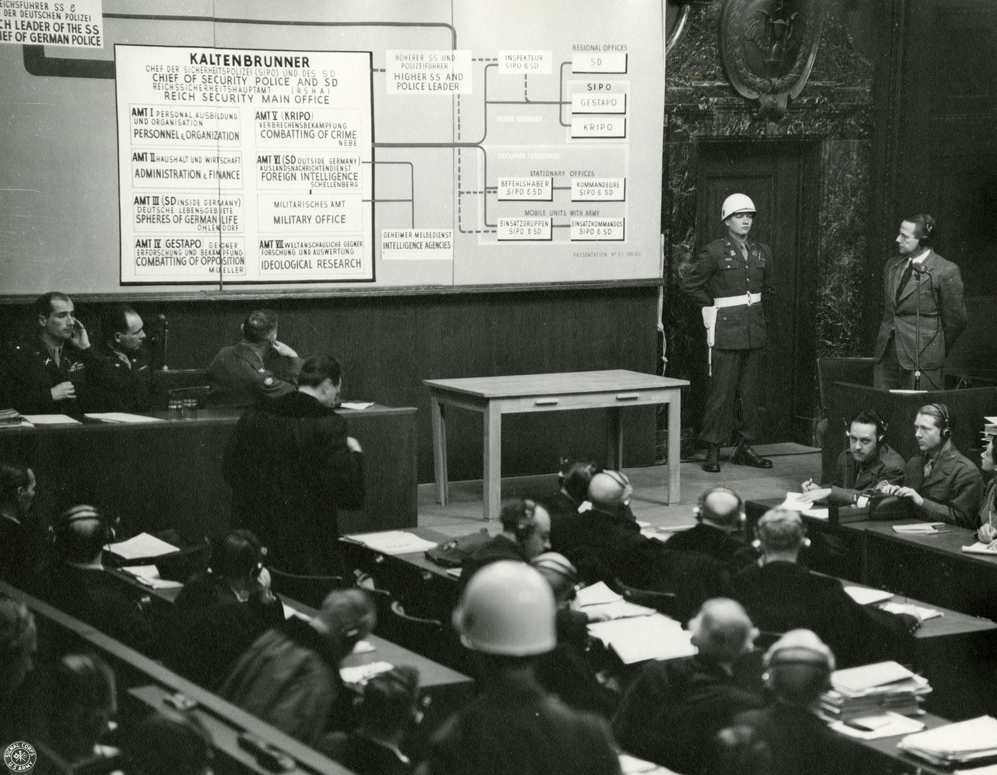
Ohlendorf bei der Zeugenaussage (3. Januar 1946)

Vor dem Gericht erschienen 33 Zeugen der Anklage, 19 Angeklagte und 61 Zeugen wurden durch die Verteidigung in den Zeugenstand gerufen und über hundert schriftliche Zeugenaussagen wurden vorgelegt. Rudolf Höß, der Lagerkommandant des KZ Auschwitz, sagte als Zeuge der Verteidigung überraschend aus, dass während seiner Zeit in Auschwitz etwa 2,5 Millionen Opfer vergast worden waren und nicht weniger als 500.000 an Unterernährung und Krankheiten gestorben seien. Erich von dem Bach-Zelewski, Otto Ohlendorf (Befehlshaber der Einsatzgruppe D), Dieter Wisliceny (Mitorganisator der Judendeportationen in Griechenland und Ungarn), Walter Schellenberg (Mitarbeiter Heydrichs), Friedrich Paulus (Stalingradbefehlshaber und als Oberquartiermeister der Wehrmacht an der Ausarbeitung der Pläne für den Überfall auf Russland beteiligt), Wolfram Sievers (mitverantwortlich für Menschenversuche in Konzentrationslagern), Erwin Lahousen (Abwehroffizier und Mitglied des Widerstandes), Karl Bodenschatz (ehemaliger Adjutant von Göring), Albert Kesselring (hoher Luftwaffenoffizier und Oberbefehlshaber in Italien während Geiselerschießungen), Erhard Milch (als Generalluftzeugmeister für den Einsatz von Zwangsarbeitern in der Rüstungsindustrie mitverantwortlich) und Erich Buschenhagen (an den Kriegsplanungen mit Finnland beteiligter General) waren wichtige Zeugen.
Weitere Zeugen waren u. a.: Marie-Claude Vaillant-Couturier sagte detailreich über die Verbrechen in Auschwitz aus, Alfred Balachowsky hatte Zugang ins Archiv zu den Menschenversuchen im KZ Buchenwald, Jaccobus Vorrink (Parteiführer der niederländischen Sozialisten) berichtete über die Nazifizierung und die Verfolgung aus politischen, rassischen und religiösen Gründen in den Niederlanden, Professor Van der Essen von der belgischen Universität Löwen sagte über die Verfolgungen in Belgien aus, Joseph Orbeli über die mutwillige Beschießung der Eremitage in Sankt Petersburg, Jacob Gigoriev über das Massaker in dem Dörfchen Kusnezovo, der orthodoxe Priester Nikolai Lomakin über die mutwillige Beschießung von Kirchen und Klöstern besonders an Feiertagen, Samuel Rajzman, dass täglich drei Deportationszüge in Treblinka ankamen, deren Insassen getötet wurden, die überlebende Severina Schmaglevska von Auschwitz-Birkenau über die Ermordung jüdischer Kinder und die Entführung nichtjüdischer Kinder, Abraham Sutzkever über die restlose Vernichtung des Ghetto Wilna mit etwa 80.000 Toten, Birger Dahlerus zu Vermittlungsversuchen Görings vor dem Kriegsausbruch, Max Wielen zu den Morden an den Piloten des Stalag Luft III, Hans Bernd Gisevius über die Zusammenarbeit mit Schacht beim Sammeln von Belastungsmaterial zu Gestapo und SS.

### Die Verteidigung
Die Verteidiger wurden von den Angeklagten selbst gewählt oder auf deren Verlangen vom Militärgerichtshof ernannt. Für den abwesenden Angeklagten Bormann und zur Vertretung der angeklagten Gruppen und Organisationen ernannte der Militärgerichtshof Verteidiger. Zu Prozessbeginn legten alle Verteidiger eine gemeinsame Denkschrift vor, die die juristischen Grundlagen des Prozesses in Frage stellten. Insbesondere ging es um die Strafbarkeit „der Entfesselung des ungerechten Krieges“. Die Verteidigung machte geltend, dass „soweit es sich um Verbrechen gegen den Frieden handelt, […] der gegenwärtige Prozess keine gesetzliche Grundlage im internationalen Recht [hat], sondern ein Verfahren [ist], das auf einem neuen Strafrecht basiert, einem Strafrecht, das erst nach der Tat geschaffen wurde“. Der Vorsitzende Richter des Internationalen Militärgerichtshofs, Sir Geoffrey Lawrence lehnte diesen Antrag mit der Begründung ab, im Briand-Kellogg-Pakt von 1928 hätten sich 15 Staaten, darunter auch Deutschland, dafür ausgesprochen, den Krieg als „Werkzeug nationaler Politik“ zu ächten und zwischenstaatliche Konflikte nur „durch friedliche Mittel“ beizulegen.
Die Mehrzahl der Angeklagten gab zu, dass grauenhafte Verbrechen begangen worden waren, behauptete aber, dass sie persönlich in gutem Glauben gehandelt hätten. Viele erklärten, nur nach Befehl gehandelt zu haben, obwohl das nach den Statuten des Gerichtshofs keinen Strafausschlussgrund darstellte. Auch die Berufung auf den tu-quoque-Grundsatz als vermeintlicher Strafausschließungsgrund  blieb erfolglos.
Nur die Verteidiger von Streicher, Funk und Schacht forderten Freisprüche für ihre Mandanten.

### Einsatz von Dokumentaraufnahmen
Die sowjetische Delegation führte Dokumentarfilme der Außerordentlichen Kommissionen zur Feststellung der faschistischen Gräueltaten wie „Auschwitz“, „Majdanek“, „Die Zerstörung von Smolensk“, „Die Zerstörung von Kulturbauten und Kunst“ und „Die Zerstörung von Kirchen und Klöstern“ vor, und ein deutscher Film zur Zerstörung des tschechischen Lidice wurde dem Gericht gezeigt. Die amerikanischen Anklagevertreter zeigten die Filme Nazi-Konzentrationslager und Der Nazi-Plan, an deren Entstehung unter anderem George Stevens und Ray Kellogg mitgewirkt hatten. Mit diesen Beweismittelfilmen wollte die Anklagevertretung Art und Ausmaß der Verbrechensdimension verdeutlichen, die sich weder angemessen juridisch repräsentieren noch in Sprache fassen ließ. Die Filme sollten gleichsam als Prima-facie-Beweise für die Schuld der angeklagten Hauptverbrecher gelesen werden und gleichzeitig der Reeducation der Deutschen dienen.

### Einsatz von Dolmetschern

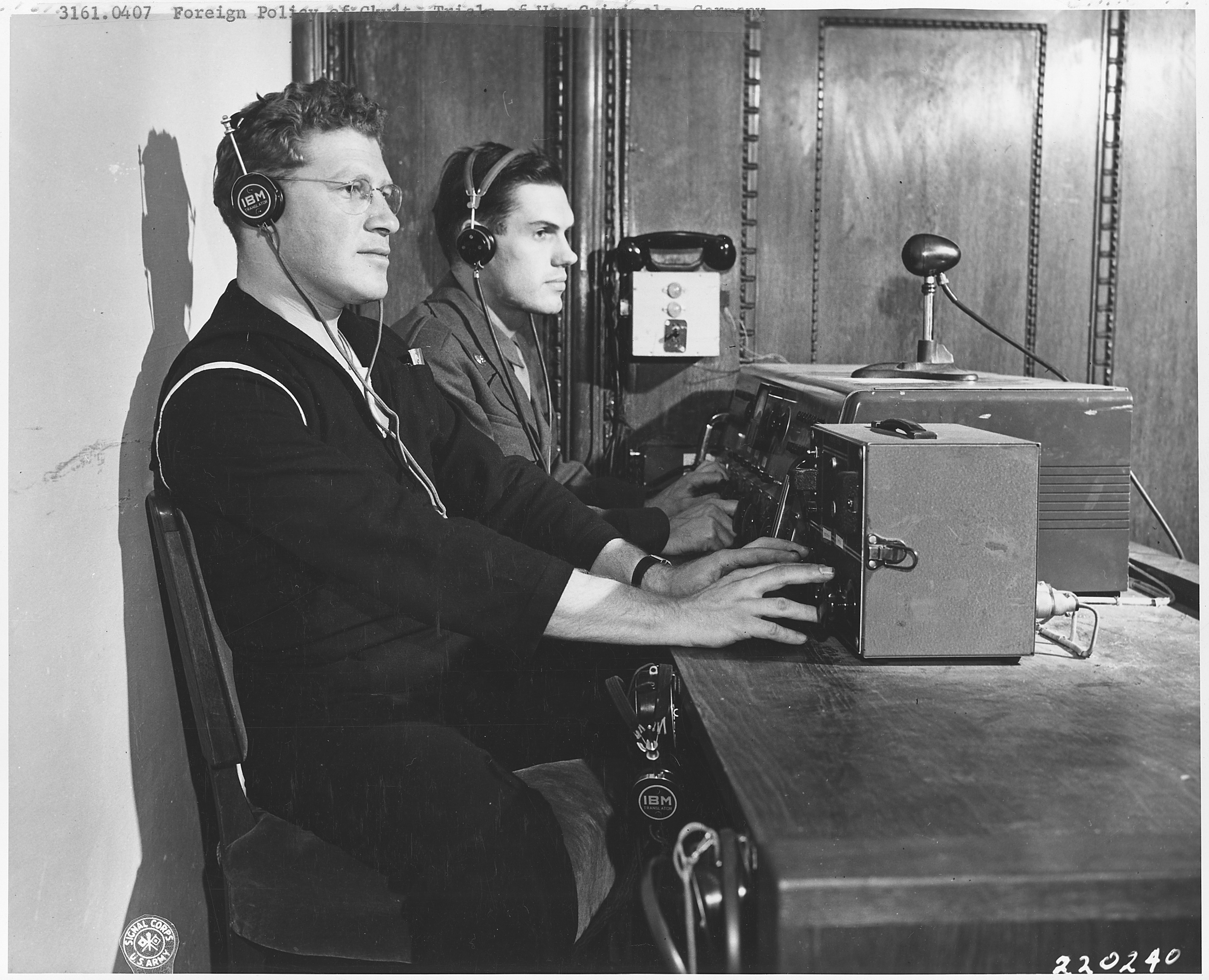
Bedienung der Sprachübertragung

Die Nürnberger Prozesse gelten als Geburtsstunde des modernen Dolmetschens, insbesondere des Simultandolmetschens, denn auch in technischer Hinsicht wurde mit der Durchführung des Verfahrens vor dem Internationalen Militärgerichtshof Neuland betreten. Zum ersten Mal in der Geschichte waren für eine Gerichtsverhandlung Dolmetscher in großem Umfang zugelassen, vor allem weil ihre Arbeit, das Simultandolmetschen, für die Durchführung des Prozesses unabdingbar war. Das bis zu diesem Zeitpunkt übliche Konsekutivdolmetschen hätte den Prozess für alle Beteiligten in unzumutbarer Weise verlängert.
Die Firma IBM stellte für die Prozesse kostenlos eine spezielle Simultandolmetschanlage, die damals Speech Translator genannt wurde, zur Verfügung. Die Anlage war zu diesem Zeitpunkt bereits zwanzig Jahre alt und daher etwas veraltet. Technische Störungen waren keine Seltenheit. Es handelte sich um eine verglaste, nach oben offene Kabine für je drei Dolmetscher. Die Dolmetscher konnten dem jeweiligen Redner über verschiedenfarbige Lampen „langsamer sprechen“, „deutlicher sprechen“ (vor allem gegenüber Fritz Sauckel), „Passage wiederholen“ und „Rede unterbrechen“ signalisieren.
Für die vier Arbeitssprachen gab es je drei Dolmetscher-Teams mit jeweils zwölf Dolmetschern. Sie dolmetschten ohne Unterbrechung während der gesamten Prozessdauer, sowohl für das Gericht als auch für Angeklagte, Ankläger, Verteidiger und Zeugen.
Verschiedene Dolmetscher haben ihre Eindrücke bei den Nürnberger Prozessen später in Büchern verarbeitet, so z. B. der damalige Chef-Dolmetscher der Anklage Richard W. Sonnenfeldt und der Schriftsteller Wolfgang Hildesheimer.

## Ende des Prozesses

### Schlussanträge der Anklage
In den Verhandlungen waren zu jedem Angeklagten große Mengen von belastendem Material vorgelegt worden, das Mitwisserschaft und Mittäterschaft an schwersten Verbrechen dokumentierte. Die französische und die sowjetische Anklage forderten die Todesstrafe für alle Angeklagten. Der britische Ankläger forderte unterschiedliche Urteile für die Angeklagten, der amerikanische Ankläger gab keine klare Empfehlung ab.

### Letzte Erklärungen der Angeklagten
Die Angeklagten erhielten die Gelegenheit zu einer letzten Erklärung. In diesen Erklärungen finden sich bereits viele Formeln wieder, die in der Nachkriegszeit zur deutschen Selbstentlastung in der so genannten Vergangenheitsbewältigung benutzt wurden. Die eigene Verantwortlichkeit wurde mit diesen Formeln geleugnet oder verkleinert: „mißbrauchte soldatische Treue“ (Keitel), „tragischer deutscher Idealismus“ (Fritzsche, Dönitz), „gottlose Gesellschaft“ (Frank), „unpolitische Beamtenpflicht“ (Frick), „kalte technokratische Moderne“ (Speer). Göring behauptete, die Verbrechen seien verschleiert worden, und er verurteile „diese furchtbaren Massenmorde auf das schärfste“. Seyß-Inquart rechnete die Angriffskriege des Deutschen Reiches gegen die Beschlüsse der Teheran-Konferenz zur territorialen Aufteilung Osteuropas auf.

### Urteil
Für eine Verurteilung der Angeklagten bedurfte es bei vier Richterstimmen einer Mehrheit von drei Voten, die sich dafür aussprachen. Am 30. September und 1. Oktober 1946 wurde nach fast einem Jahr Verhandlungsdauer das Urteil gesprochen. Es war nach Art. 26 des Londoner Statuts endgültig und nicht anfechtbar.
Zwölf Angeklagte wurden zum Tode durch den Strang verurteilt. Sieben Angeklagte erhielten langjährige oder lebenslange Haftstrafen. Drei Angeklagte wurden freigesprochen: In den Fällen Schacht und von Papen führte eine Patt-Situation (2:2) im Richterkollegium zum Freispruch; für eine Bestrafung des Angeklagten Fritzsche hatte sich nur der sowjetische Richter Nikittschenko ausgesprochen. Im Urteil wurden ferner das Führerkorps der NSDAP, die Gestapo sowie die SS und der SD als verbrecherische Organisationen eingestuft (siehe unten).
Mit Ausnahme von Speer und Kaltenbrunner stellten alle Verurteilten Gnadengesuche bei der Militärregierung für Deutschland, dem Alliierten Kontrollrat. Diese wurden abschlägig beschieden.

### Vollstreckung der Todesurteile
Von den zwölf zum Tod Verurteilten wurden zehn am 16. Oktober 1946 zwischen 1 Uhr und 3 Uhr in der heute nicht mehr bestehenden Sporthalle des Zellengefängnisses Nürnberg erhängt: zuerst Ribbentrop, dann Kaltenbrunner, Keitel, Rosenberg, Frank, Frick, Streicher, Sauckel, Jodl und zuletzt Seyß-Inquart. Göring hatte keine drei Stunden zuvor mittels einer Zyankalikapsel Suizid begangen, Bormann war in Abwesenheit verurteilt worden. Der amerikanische Henker John C. Woods vollzog die Hinrichtungen, assistiert von Joseph Malta. Bei den Hinrichtungen kam es zu Pannen. Die Falltür war zu klein bemessen, so dass mehrere Verurteilte mit dem Kopf am Rand der Luke aufschlugen. Zudem war der Strang zu kurz, so dass die Verurteilten nicht durch Genickbruch starben, sondern langsam erwürgt wurden. Bei Ribbentrop trat der Tod erst nach 15 Minuten ein.
Alle Leichname wurden im Städtischen Krematorium auf dem Münchner Ostfriedhof eingeäschert, die Asche in Urnen nach Thalkirchen in die Villa Oberhummer gebracht und am 17. Oktober in den nahegelegenen Wenzbach gestreut, der über den Isar-Werkkanal in die Isar entwässert.

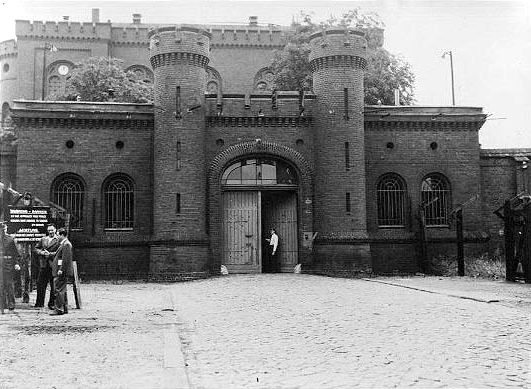
Kriegsverbrechergefängnis Spandau, 1951

### Vollzug der Haftstrafen
Die sieben zu Haftstrafen Verurteilten blieben zunächst noch in Nürnberg und wurden 1947 in das Kriegsverbrechergefängnis Spandau in Berlin verlegt, das von alliierten Truppen bewacht wurde. In den Jahren 1954, 1955 und 1957 wurden drei von ihnen vorzeitig entlassen (Neurath, Raeder und Funk). Drei saßen ihre Haftstrafe vollständig ab: Dönitz bis 1956, Schirach und Speer bis 1966 (siehe Übersicht). Heß beging 1987 in der Haft Suizid.

### Kosten
Der Prozess kostete 4.435.719 US-Dollar. Diese wurden aus den deutschen Erstattungen der Besatzungskosten bestritten.

## Verbrecherische Organisationen
Die Artikel 9 und 10 ermöglichten es dem Gericht, auf Antrag der Anklage eine Gruppe oder Organisation zu einer verbrecherischen Organisation zu erklären, so dass Mitglieder dieser Organisation wegen Mitgliedschaft in einer verbrecherischen Organisation gemäß Kontrollratsgesetz Nr. 10 vor einem Militär- oder Okkupationsgericht angeklagt und verurteilt werden konnten, ohne dass darüber hinaus ein individuelles Verbrechen nachgewiesen werden musste. Da eine so weitreichende Feststellung große Ungerechtigkeiten hervorrufen könnte, sollte das Gericht nur davon Gebrauch machen, wenn sichergestellt wäre, dass keine unschuldigen Personen dadurch bestraft würden.

### Forderung der Anklage
Die Anklage forderte vom Gericht, die folgenden Personengruppen zu verbrecherischen Organisationen zu erklären:
- Reichskabinett (Reichsregierung)
- Führerkorps der NSDAP (Korps der Politischen Leiter der NSDAP)
- SS und SD
- SA
- Geheime Staatspolizei (Gestapo)
- Generalstab und Oberkommando der Wehrmacht (OKW)

### Urteil zu verbrecherischen Organisationen
Im Urteil wurden das Führerkorps der NSDAP, die Gestapo sowie die SS und der SD als verbrecherische Organisationen eingestuft. Nicht dazu gezählt wurden das Reichskabinett, der Generalstab und das Oberkommando der Wehrmacht (OKW). Begründet wurde diese Entscheidung unter anderem mit dem Argument, bei der überschaubaren Anzahl von Personen könnte die persönliche Schuld nur im Einzelverfahren festgestellt werden. Die SA wurde nicht als verbrecherische Organisation eingestuft, weil ihre Mitglieder nach 1939 „im Allgemeinen“ nicht an verbrecherischen Handlungen beteiligt gewesen seien.
Der Kreis der Personen, die nunmehr als Angehörige einer verbrecherischen Organisation galten, wurde im Urteil weiter eingegrenzt. Betroffen waren Funktionäre der NSDAP vom Kreisleiter an, sofern sie nach dem 1. September 1939 amtierten. Bei der Gestapo und dem Sicherheitsdienst waren Mitglieder, die mit reinen Büroarbeiten, Pförtnerdiensten und dergleichen beschäftigt waren, vom Urteil ausgenommen. Bei der SS waren diejenigen nicht betroffen, die zwangsweise eingezogen worden waren oder an Verbrechen nicht teilgenommen hatten.
| Organisation                               | Verteidiger                                                                                       | Urteil                             | Anmerkung |
| ------------------------------------------ | ------------------------------------------------------------------------------------------------- | ---------------------------------- | --- |
| Führerkorps der NSDAP                      | Robert Servatius                                                                                  | verbrecherische Organisation       | Personenkreis auf Reichsleitung, Gauleitung und Kreisleitung eingeschränkt; nur bei Mitgliedschaft nach 1. September 1939 |
| Geheime Staatspolizei (Gestapo)            | Rudolf Merkel                                                                                     | verbrecherische Organisation       | nicht Büroangestellte, Boten und Pförtner; nur bei Mitgliedschaft nach 1. September 1939                                  |
| SS und SD                                  | Ludwig Babel (für SS/SD), Horst Pelckmann und Carl Haensel (für die SS), Hans Gawlik (für den SD) | verbrecherische Organisation       | nur bei Mitgliedschaft nach 1. September 1939; nicht Reiter-SS und Forschungsgemeinschaft Deutsches Ahnenerbe             |
| Reichskabinett                             | Egon Kubuschok                                                                                    | keine verbrecherische Organisation | Begründung: Personenkreis klein genug für Einzelverfahren; nach 1937 nicht mehr tätig                                     |
| Generalstab und Oberkommando der Wehrmacht | Franz Exner, Hans Laternser                                                                       | keine verbrecherische Organisation | Begründung: Personenkreis klein genug für Einzelverfahren                                                                 |
| SA                                         | Georg Boehm und Rudolf Aschenauer; Martin Löffler Wahlverteidiger Reiter-SA                       | keine verbrecherische Organisation | Begründung: nach Röhm-Putsch bedeutungslos                                                                                |

### Führung der Wehrmacht
Unter dem Oberbegriff „Generalstab und OKW“ hatte die Anklage das Führungspersonal der Wehrmacht angeklagt, eine Liste von 130 namentlich aufgeführten Offizieren, die zwischen Februar 1938 und Kriegsende zeitweise im OKW, im Oberkommando des Heeres, der Marine, der Luftwaffe oder als Oberbefehlshaber von Truppen Dienst getan hatten. Sie wurden insgesamt als „verbrecherische Organisation“ angeklagt.
Der Gerichtshof kam zu der Einschätzung, dass weder der Generalstab noch das OKW eine „Organisation“ oder eine „Gruppe“ im Sinne der Gerichtssatzung seien und erklärte sie aus diesem formalen Grund nicht zu „verbrecherischen Organisationen“. Allerdings war dies kein Freispruch, sondern der Gerichtshof betonte die Schuld der Wehrmachtführung an den Verbrechen der Wehrmacht und entschied, dass Einzelverfahren zu ihrer Ahndung durchzuführen seien. Diese Entscheidung wurde von den ehemaligen Berufssoldaten der Wehrmacht jedoch in einen „Freispruch der Wehrmacht selbst durch die Siegerjustiz“ umgedeutet und so in der Öffentlichkeit unter dem Begriff der „sauberen Wehrmacht“ propagiert.

## Rezeption

### Öffentlichkeit und Berichterstattung

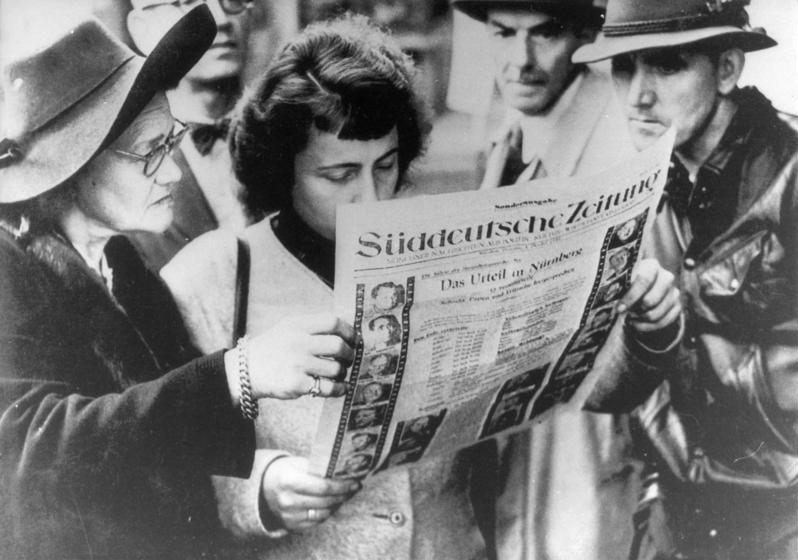
Sonderausgabe der Süddeutschen Zeitung zur Urteilsverkündung (1. Oktober 1946)

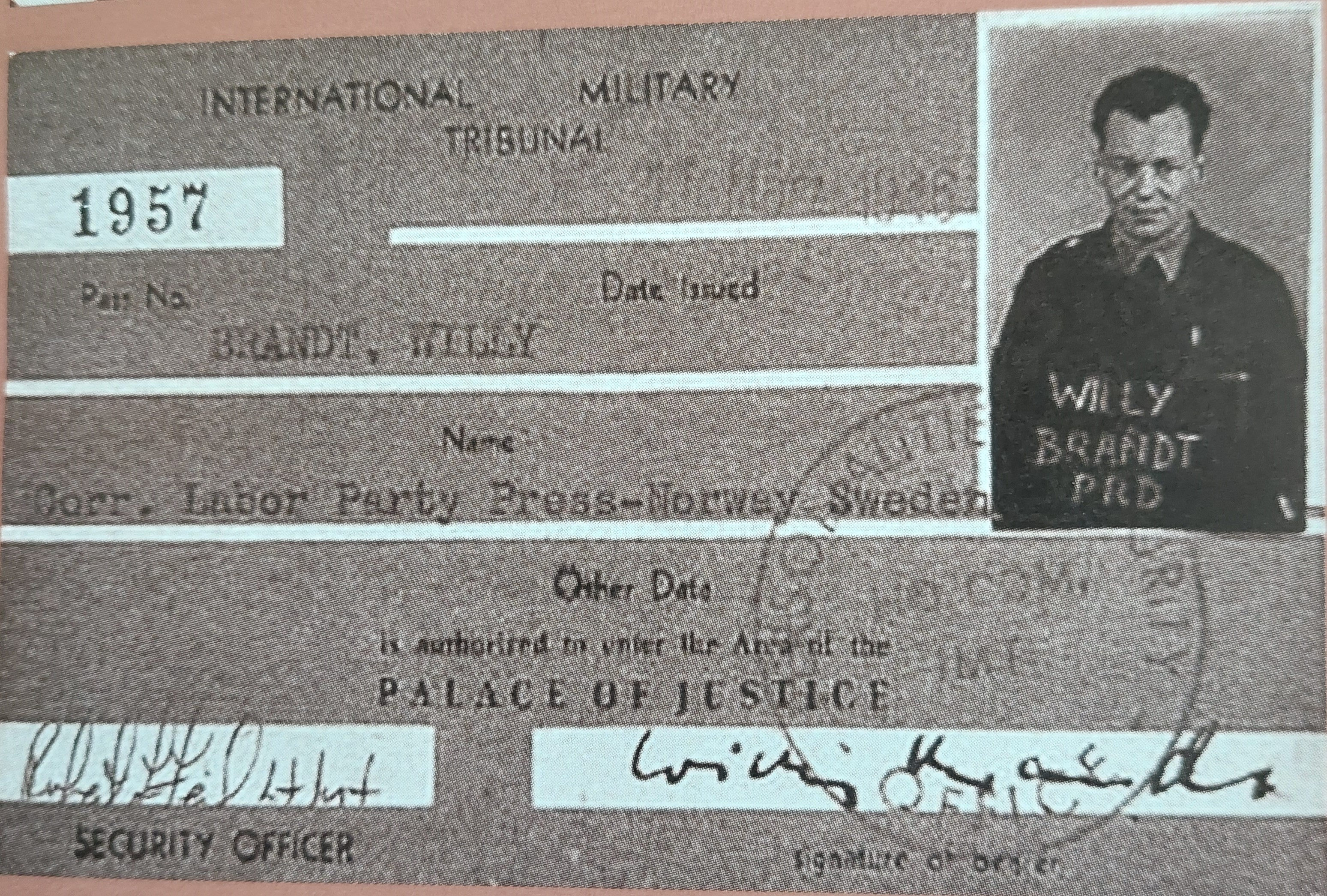
Willy Brandt als Korrespondent der Arbeiterpresse Norwegens und Schwedens (1946)

Das Verfahren war von Anfang an öffentlich. Außerdem wurden führende politische Persönlichkeiten aus Deutschland eingeladen, damit sie Eindrücke vom Inhalt und Verlauf des Prozesses gewinnen konnten. Politische Parteien konnten im Wechsel 8 Sitzplätze belegen.
Etwa 250 Zeitungs- und Rundfunk-Berichterstatter aus aller Welt waren akkreditiert. Zugelassen wurden nur Inhaber eines ausländischen Passes oder Staatenlose. Darunter waren viele bekannte Schriftsteller und Journalisten, beispielsweise: Louis Aragon, Willy Brandt, Jan Drda, Ilja Ehrenburg, Konstantin Fedin, Janet Flanner, František Gel, Martha Gellhorn, Ernest Hemingway, Robert Jungk, Erich Kästner, Alfred Kerr, Erika Mann, Peter de Mendelssohn, Victoria Ocampo, John Dos Passos, Boris Nikolajewitsch Polewoi, Gregor von Rezzori, Gitta Sereny, William L. Shirer, John Steinbeck, Elsa Triolet, Nora Waln, Rebecca West und Markus Wolf.

### Dokumentation

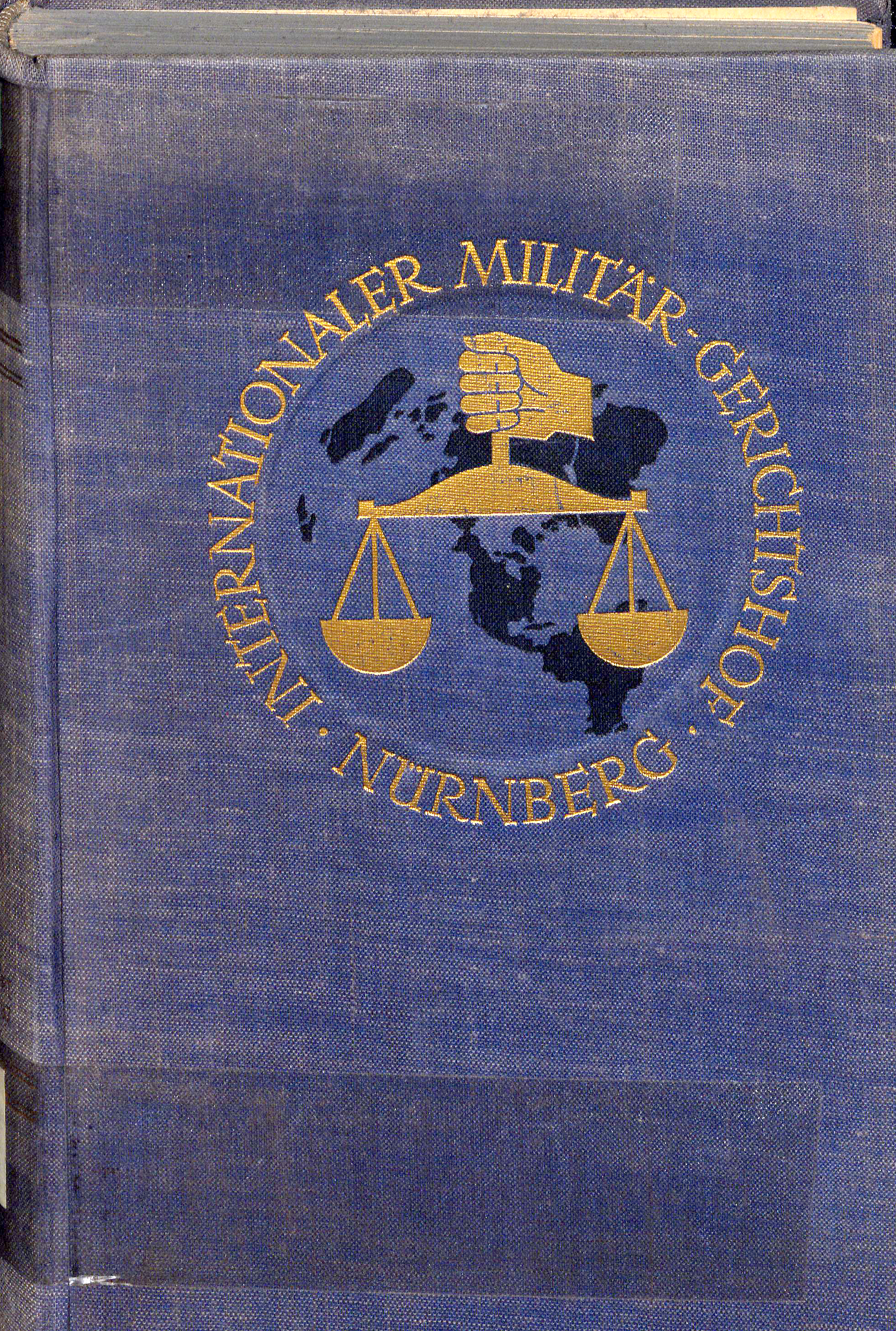
Ein Band der Blauen Serie in deutscher Fassung (1947 bis 1949)

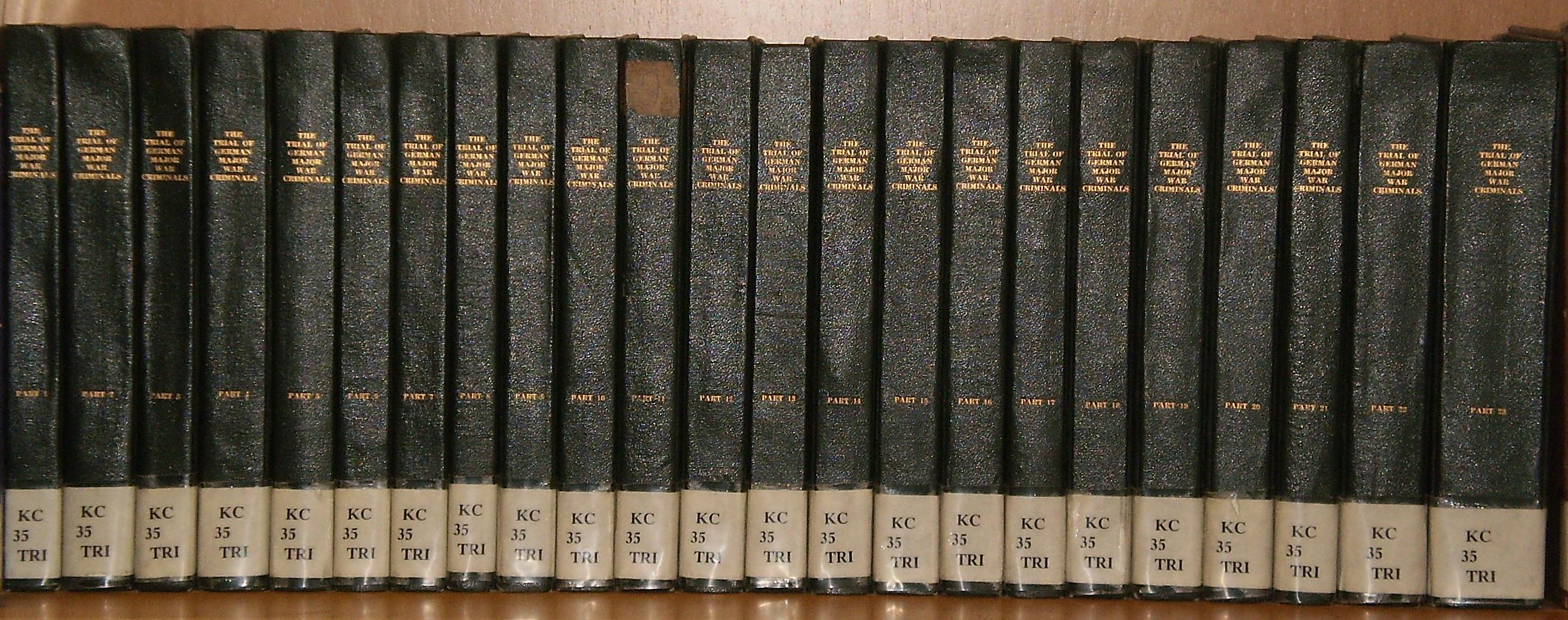
23 von 42 Bänden einer englischen Ausgabe, in diesem Fall nicht mit blauem Einband

Der Prozess wurde auf Film und Fotos und in der bildenden Kunst dokumentiert.
Nach Abschluss des Prozesses wurden die vollständigen Protokolle von der amerikanischen Regierung in den Jahren 1949–1953 in authentischer englischer Textfassung veröffentlicht. Die Protokolle wurden zusammen mit den Anklageschriften, dem Urteil und weiteren Dokumenten des Verfahrens in vier Sprachen in jeweils 42 Bänden veröffentlicht. Diese 42-bändige „Blaue Serie“ (englisch Blue Series) wurde in Deutschland in Amerika-Häusern und in den britischen Informationszentren „Die Brücke“ zugänglich gemacht. Bei der späteren Schließung dieser Institutionen gingen die Bände der Blauen Serie an städtische oder Universitäts-Bibliotheken, die sie zumeist umgehend makulieren ließen.
Dokumente der Nürnberger Nachfolgeprozesse wurden in der 15-bändigen „Grüne Serie“ (englisch Green Series) zusammengetragen. Die Grüne Serie erschien nur auf Englisch und enthält im Vergleich zur Blauen Serie viel weniger Material. Die Blaue Serie und die Grüne Serie zählen zu den wichtigsten Quellensammlungen zur NS-Geschichte.
Am 1. Oktober 2021 stellte die Universität Stanford die Akten des Prozesses online. In rund 20 Jahren hatte sie 5215 Akten mit 270.000 Seiten digitalisiert und durchsuchbar gemacht. Etwa zwei Drittel der Akten sind in deutscher Sprache. Zusammen mit restaurierten Tonaufnahmen umfasst das Material 50 Terabyte.
Der sowjetische Grafiker Nikolai Nikolajewitsch Schukow nahm als Zuschauer am Prozess teil und schuf einen Zyklus von Kreide- und Graphit-Zeichnungen.

### Verdrängung
In der Nachkriegszeit herrschte in Deutschland lange eine „Schlussstrich-Mentalität“ vor. Die Bevölkerung wollte sich nicht mit dem Nationalsozialismus auseinandersetzen und auch von den Nürnberger Prozessen nichts mehr wissen. Diese kollektive Verdrängung bezeichnete Ralph Giordano als „die zweite Schuld der Deutschen“.
Beispielsweise blieben in den 1950er Jahren Dokumente aus den Nürnberger Prozessen in Deutschland weitgehend unbekannt. In dieser Zeit wurde in Deutschland nur ein Buch mit Material aus den Nürnberger Prozessen gedruckt, das die Verteidigungsreden des Rechtsanwalts Hans Laternser aus dem OKW-Prozess enthielt. Die in den Nachfolgeprozessen gesprochenen Urteile wurden erst Anfang der 1960er Jahre vom Ost-Berliner Verlag Rütten & Loening publiziert.

### Bedeutung für das Strafrecht
Die Ergebnisse des Prozesses sind noch heute von überragender Bedeutung sowohl für die Geschichtsforschung als auch für das internationale Recht. Die Rechtsgrundsätze wurden im Tokioter Prozess erneut angewandt und bestätigt. In der UN-Resolution 95 bestätigte die UN-Vollversammlung 1946 die im Prozess angewendeten Prinzipien und in Erfüllung der Resolution 177 vom November 1947 wurden von einer Kommission die Nürnberger Prinzipien erarbeitet, die zwar nicht kodifiziert wurden, aber den Stand des Völkergewohnheitsrechts darstellten. Auf der Basis internationaler Verträge wurde das Völkergewohnheitsrecht 1948 durch die Konvention über die Verhütung und Bestrafung des Völkermordes und vier Genfer Konventionen ab 1948 verbessert. 1954 wurde der erste Entwurf zur Kodifizierung des Verbrechens gegen den Frieden und die Sicherheit vorgelegt, dem in den Jahren 1991, 1994 und 1996 weitere folgten. Die Nürnberger Straftatbestände waren dadurch konsolidiert, ohne dass es zur Anwendung eine internationale Gerichtsinstanz dafür gab.
Nach dem Kalten Krieg entstanden zwei internationale Ad-hoc-Strafgerichtshöfe: 1993 der Strafgerichtshof für das ehemalige Jugoslawien und 1994 der Strafgerichtshof für Ruanda. Mit dem Römischen Statut des Internationalen Strafgerichtshofs von 1998 wurde dann die Grundlage für den permanenten Gerichtshof in Den Haag geschaffen.
Im Rückblick präsentieren sich die Nürnberger Prozesse als „Geburtsstunde“ des Völkerstrafrechts, das Individuen für Staatshandeln strafrechtlich verantwortlich macht und Regierungsimmunität ablehnt.

### Verfilmungen
- 1946: Das Gericht der Völker, sowjetischer Dokumentarfilm von Roman Karmen
- 1947: Nürnberg und seine Lehre, amerikanischer Dokumentarfilm von Stuart Schulberg
- 2000: Nürnberg – Im Namen der Menschlichkeit, Verfilmung von Yves Simoneau
- 2003/09: Das Dritte Reich vor Gericht. 3 Teile. Dokumentarfilm (3 Std.), Regie Michael Kloft
- 2006: Verurteilt zum Tode durch den Strang – Das Nürnberger Tribunal der Alliierten, Dokumentarfilm (90 Min.), Frankreich, Regie Christian Delage[54]

### Memorium Nürnberger Prozesse
Der Schwurgerichtssaal 600 im Justizpalast Nürnberg wurde erst 1961 wieder den deutschen Justizbehörden zurückgegeben. Seit dem 21. November 2010 konnte er zu verhandlungsfreien Zeiten besichtigt werden. Seit der Fertigstellung eines Ersatzbaus im März 2020 ist er als Memorium Nürnberger Prozesse ein Museum der Stadt Nürnberg (Eingang: Bärenschanzstraße 72).

## Weitere Prozesse

### Geplanter zweiter Prozess
Ein zweiter internationaler Prozess gegen Hauptkriegsverbrecher war vorgesehen. Insbesondere wollte Frankreich durch die Verurteilung von deutschen Rüstungsindustriellen die strafrechtliche Verfolgung eigener Wirtschaftskollaborateure begünstigen. Viele Sowjets vertraten die Sichtweise, Hitler sei ein Instrument der deutschen Banken und Industriellen gewesen. Auch Jackson stand gegen Widerstände in den USA zu dem Vorhaben. Der britische Chefankläger Hartley Shawcross sagte die britische Teilnahme am Prozess zu.
Aus verschiedenen Gründen – Geld- und Ressourcenknappheit, der beginnende Kalte Krieg, politisches Misstrauen gegenüber der linken französischen Regierung und den Sowjets – kam es nicht zu dem geplanten zweiten internationalen Prozess.

### Nürnberger Nachfolgeprozesse
Nach Kontrollratsgesetz Nr. 10 wurden von amerikanischen Tribunalen in zwölf thematisch zugeschnittenen Verfahren gegen Hauptkriegsverbrecher vor amerikanischen nationalen Militärtribunalen (NMT) verhandelt. Wegen des Gerichtsorts werden sie als „Nürnberger Nachfolgeprozesse“ und gemeinsam mit dem internationalen Prozess vor dem IMT als „Nürnberger Prozesse“ bezeichnet.
1. Nürnberger Ärzteprozess
2. Milch-Prozess
3. Juristenprozess
4. Prozess Wirtschafts-Verwaltungshauptamt der SS
5. Flick-Prozess
6. I.G.-Farben-Prozess
7. Prozess Generäle in Südosteuropa
8. Prozess Rasse- und Siedlungshauptamt der SS
9. Einsatzgruppen-Prozess
10. Krupp-Prozess
11. Wilhelmstraßen-Prozess
12. Prozess Oberkommando der Wehrmacht

### Weitere NS-Kriegsverbrecherprozesse
Der Historiker Norbert Frei zählt rund 5000 Angeklagte in Nachkriegsprozessen der westlichen Besatzungsmächte in Deutschland, von denen 800 zum Tode verurteilt wurden. Dabei klagten die USA in 489 Prozessen 1672 Beschuldigte an, die Briten klagten 1085 und die Franzosen verurteilten 2107 Personen. Die vorläufigen Todesurteile in der sowjetischen Besatzungszone gibt er mit 756 an und daneben seien 12770 Personen in die Sowjetunion gebracht worden. Hinzu kommen etwa 5000 Verurteilungen zu NS-Straftaten durch westdeutsche Gerichte, die nach dem Besatzungsrecht nur tätig werden konnten, wenn die Opfer Deutsche oder Staatenlose waren.

### Dokumente
- Internationaler Militärgerichtshof Nürnberg (Hrsg.): Der Prozess gegen die Hauptkriegsverbrecher vor dem Internationalen Militärgerichtshof (14. November 1945 bis 1. Oktober 1946). Amtlicher Text in deutscher Sprache. Nürnberg 1947.
  - Fotomechanischer Nachdruck, 18 Bände. Delphin, München und Zürich 1984, ISBN 3-7735-2520-6.
  - Fotomechanischer Nachdruck, 23 Bände. Komet, Frechen 2001, ISBN 3-89836-121-7.
- Der Nürnberger Prozess – Das Protokoll des Prozesses gegen die Hauptkriegsverbrecher vor dem Internationalen Militärgerichtshof, mit einer Einführung von Christian Zentner, 2. Ausgabe, Directmedia Publishing GmbH, Digitale Bibliothek Band 20, CD-ROM, Berlin 2004, ISBN 978-3-89853-420-8.

Urteilstext
- Nürnberger Urteil. Verlag L. Schwann, Düsseldorf 1946.
- Das Urteil von Nürnberg 1946. Amtlicher Text in deutscher Sprache. Ausgegeben vom Archiv des Nürnberger Gerichtshofes. Mit einer Vorbemerkung von Herbert Kraus. Neu hrsg. und mit der amtlichen Ausgabe des dt. Textes verglichen. dtv Dokumente, München 1961. Weitere Auflagen (Auswahl):
  - Das Urteil von Nürnberg 1946. Mit einem Vorwort Jörg Friedrich. 4. Aufl., dtv Dokumente, München 1996.
  - Das Urteil von Nürnberg. Mit einem Vorwort von Jörg Friedrich. 6. Aufl., dtv Dokumente, München 2005, ISBN 3-423-34203-X.

### Sekundärliteratur
- George Andoor: Das Nürnberger Tribunal vor 70 Jahren. In: Zeitschrift für das Juristische Studium, 2015.
  - Teil 1: Faires Verfahren oder Siegerjustiz?, S. 356–369
  - Teil 2: Faires Verfahren anhand der Grundsätze eines neuen Völkerstrafrechts, S. 473–484
- Rolf Badstübner, Dietrich Eichholtz, Detlef Joseph, Kurt Pätzold et al.: Von den Urteilen zur „Gnadenarie“. 60 Jahre nach dem Nürnberger Hauptkriegsverbrecherprozess. Konferenzbeiträge (= Pankower Vorträge. 86). Helle Panke, Berlin 2006 (Inhaltsverzeichnis).
- Wolfgang Benz (Hrsg.): Legenden, Lügen, Vorurteile. dtv, München 1992, ISBN 3-423-30130-9.
- Thomas Darnstädt: Nürnberg. Menschheitsverbrechen vor Gericht 1945. Piper, München 2015, ISBN 978-3-492-05684-7 (populärwissenschaftlich).
- Matthias Gemählich: Frankreich und der Nürnberger Prozess gegen die Hauptkriegsverbrecher 1945/46. Peter Lang, Berlin, Bern, Brüssel u. a. 2018, ISBN 978-3-631-76189-2.
- Gustave M. Gilbert: Nürnberger Tagebuch. Fischer, 1962, ISBN 3-436-02477-5.
- Peter Heigl: Nürnberger Prozesse – Nuremberg Trials. Carl, Nürnberg 2001, ISBN 3-418-00388-5.
- Joe J. Heydecker, Johannes Leeb: Der Nürnberger Prozess. Mit einem Vorwort von Eugen Kogon und Robert M. W. Kempner. Überarbeitete Neuausgabe zum 70. Jahrestag, 1. Auflage. Kiepenheuer & Witsch, Köln 2015, ISBN 978-3-462-04837-7 (Erstausgabe:  1958).
- Robert H. Jackson: Die Anklagereden des Hauptanklagevertreters der USA. Hrsg. Ingo Müller.
- Klaus Kastner: Die Völker klagen an. Der Nürnberger Prozess 1945–1946. Primus, Darmstadt 2005, ISBN 3-89678-549-4. (Klaus Kastner, geb. 1936, ist Präsident des Landgerichts Nürnberg a. D. und Honorarprofessor für Rechtswissenschaft an der Universität Erlangen-Nürnberg)
- Nürnberger Menschenrechtszentrum, Hg.: Das Internationale Militärtribunal von Nürnberg 1945/1946. Die Reden der Hauptankläger. Neu gelesen und kommentiert. Bearb. Rainer Huhle, Lilia Antipow, Otto Böhm, Matthias Gemählich. Verlag wie Hg., Nürnberg 2015, ISBN 978-3-86393-067-7. Auch bei Bundeszentrale für politische Bildung BpB, Bonn erhältlich.
- Kurt Pätzold, Manfred Weißbecker: Stufen zum Galgen. Lebenswege vor den Nürnberger Urteilen. 2. Aufl. Militzke, Leipzig 2004; Digitale Ausgabe der Directmedia Publishing, Berlin 2007, ISBN 978-3-89853-313-3.
- Kim Christian Priemel, Alexa Stiller (Hrsg.): NMT. Die Nürnberger Militärtribunale zwischen Geschichte, Gerechtigkeit und Rechtschöpfung. Hamburger Edition, Hamburg 2013.
- Kim Christian Priemel: Stimmen im Kopf. Mithören und Mitmachen in den Nürnberger Prozessen (1945–1949). In: Zeithistorische Forschungen. Band 16 (2019), S. 375–387.
- Steffen Radlmaier (Hrsg.): Der Nürnberger Lernprozess – Von Kriegsverbrechern und Starreportern. Eichborn, Frankfurt 2001, ISBN 3-8218-4503-1, Reihe Die Andere Bibliothek.
- Hubert Seliger: Politische Anwälte? Die Verteidiger der Nürnberger Prozesse. Nomos, Baden-Baden 2016. Zugl.: Augsburg, Univ. Diss., 2014. Inhaltsverzeichnis, Rezension für H-Soz-Kult von Kim Christian Priemel.
- Bradley F. Smith: Der Jahrhundert-Prozess. Aus dem Englischen übersetzt von Günther Danehl. S. Fischer, Frankfurt 1977, ISBN 3-10-077201-6. Darstellung des Prozesses aus der Sicht der Richterbank.
- Telford Taylor: Die Nürnberger Prozesse, berichtet vom amerikanischen Hauptankläger.
- Gerd R. Ueberschär (Hrsg.): Der Nationalsozialismus vor Gericht. Die alliierten Prozesse gegen Kriegsverbrecher und Soldaten 1943–1952. Fischer, Frankfurt 1999, ISBN 3-596-13589-3.
- Annette Weinke: Die Nürnberger Prozesse. 3. Aufl. C. H. Beck, München 2006, ISBN 978-3-406-74109-8.

Englisch
- Francine Hirsch: Soviet Judgment at Nuremberg: A New History of the International Military Tribunal after World War II. Oxford University Press, New York 2020, ISBN 978-0-19-937793-0.* Arieh J. Kochavi: Prelude to Nuremberg: Allied War Crimes Policy and the Question of Punishment. University of North Carolina 1998, ISBN 0-8078-2433-X.
- Kim Christian Priemel: The Betrayal. The Nuremberg Trials and German Divergence. Oxford University Press, Oxford, England 2016, ISBN 978-0-19-966975-2.